# Гонорий Кентерберийский
Гоно́рий Кентербери́йский (лат. Honorius Cantuariensis; умер 30 сентября 653) — член «Григорианской миссии» с целью обращения англо-саксов в христианство 595 года, пятый архиепископ Кентерберийский. Во время своего архиепископства он впервые рукоположил в епископы англо-сакса, а также направлял миссионерскую деятельность Феликса Бургундского в восточной части Англии. В 653 году, перед своей смертью, он был последним жившим участником «Григорианской миссии».

## Биография

### Прибытие в Англию
Римлянин по происхождению, Гонорий, возможно, был участником первой «Григорианской миссии» 595 года, хотя некоторые историки утверждают, что он прибыл в Англию только в 601 году. Остаётся также неизвестным, было ли имя Гонорий дано ему при рождении или он выбрал его, став архиепископом.

### Архиепископ Кентерберийский

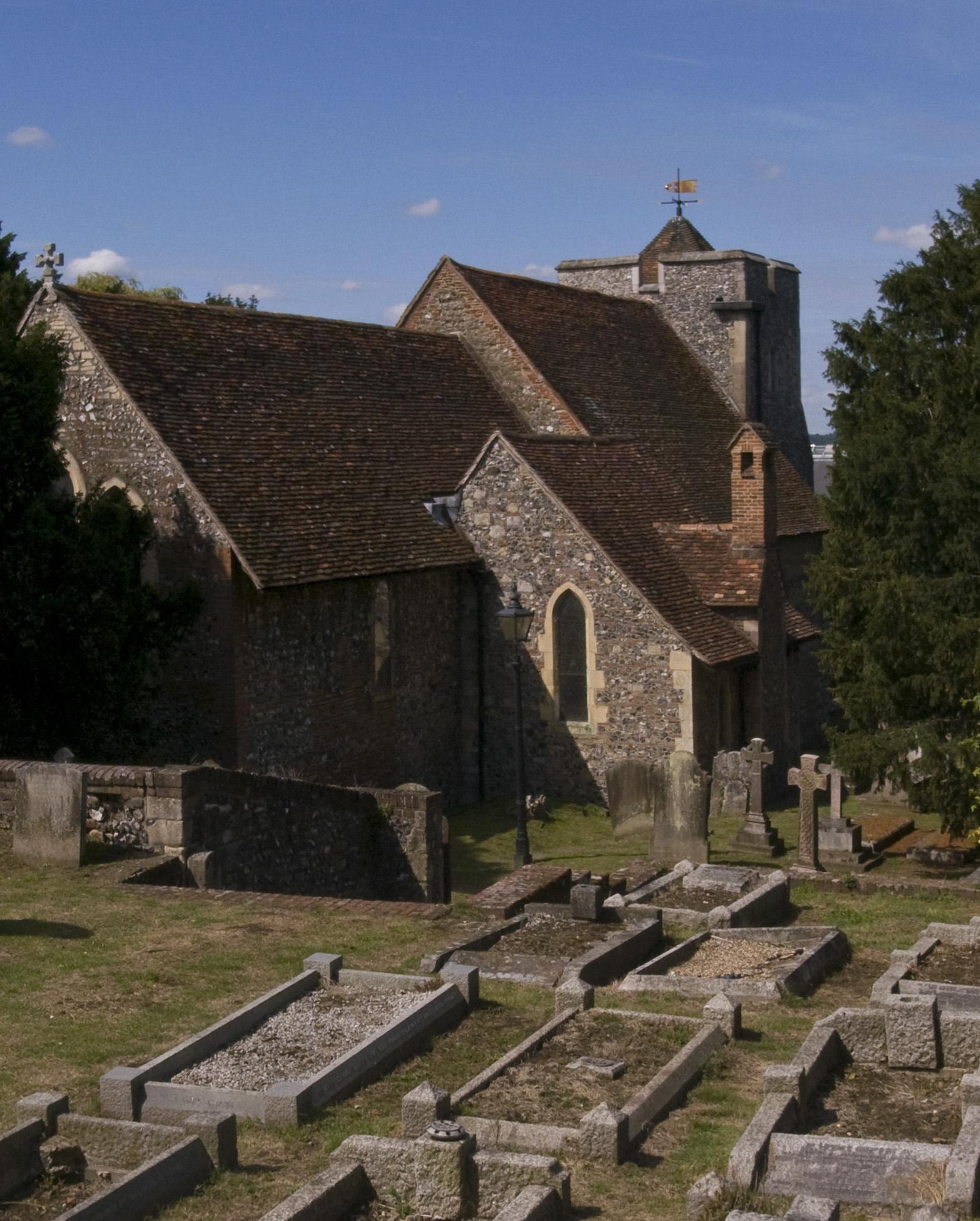
Церковь святого Мартина в Кентербери

В 627 году Гонорий был рукоположен в архиепископы Паулином Йоркским в городе Линкольн. После Гонорий попросил папу Гонория I разрешить преемничество сана архиепископа. Таким образом после смерти одного из архиепископов другие архиепископы могли рукоположить его преемника в сан. Папа Гонорий I согласился и выслал в Англию паллий вместе с Паулином, к тому времени покинувшего Нортумбрию после смерти короля Эдвина в октябре 633 года. После своего возвращения Паулин был принят Гонорием и рукоположен в епископы Рочестера. В письме от июня 634 года папа не упоминает о смерти Эдвина. Таким образом папа либо вовсе не знает о смерти Эдвина, либо дата смерти Эдвина указана неправильно, и умер он лишь в октябре 634 года. Также это письмо может означать, что освящён на архиепископство Гонорий был лишь в 634 году, а не в 627, так как разрыв между посвящением и доставкой паллия слишком долгий. Письмо папы Гонорию приведено в описаниях Беды.
Гонорий организовал работу миссионеров на востоке Англии, послав Феликса Бургундского с миссией в Данвич после того, как тот попросил Гонория о помощи. Он рукоположил Феликса в первого епископа Нориджа, хотя, возможно, что сан Феликс получил ещё на континенте. Точная дата этого события неизвестна, но скорее всего оно произошло не позже 631 года. Возможно, что король Сигеберт во время своего пребывания на континенте встречался с Феликсом, что и сподвигло последнего на путешествие в Англию к Гонорию. Также Гонорий рукоположил в епископы первого англо-сакса, Ифамара Рочестерского, и его преемника, также англо-сакса.
У Гонория было несколько конфликтов с ирландско-шотландскими миссионерами во главе с Айданом Линдисфарнским.

### Смерть и наследие
Гонорий, последний живший миссионер «Григорианской миссии» 595 года, умер 30 сентября 653 и был похоронен в церкви Святого Августина в Кентербери. После он был возведён в ранг святого, его днём считается 30 сентября. В 1091 году его мощи были перезахоронены в новой гробнице, и тогда же Гонселин написал его биографию. Доподлинно известно, что в 1120 году его мощи всё ещё находились в церкви Святого Августина.